# Jack Rackham
Pour les articles homonymes, voir Rackham.
John Rackham, dit Jack Rackham, plus connu sous le nom de Calico Jack, né à Bristol le 26 décembre 1682 et mort à Port Royal (Colonie de Jamaïque) le 18 novembre 1720, est un pirate du XVIIIe siècle. Il doit son surnom aux vêtements très colorés faits de calicots qu'il portait. Il est surtout connu parce qu'il comptait parmi les membres de son équipage les deux plus célèbres femmes pirates : Anne Bonny et Mary Read.

## Biographie
Rackham était quartier-maître du célèbre capitaine pirate Charles Vane. C'est lorsque Vane refuse d'attaquer un navire français armé pour la guerre que Jack Rackham et une partie de l'équipage contestent cette décision. Malgré tout Charles Vane impose son autorité de capitaine et échappa au navire français. Le lendemain, une assemblée de l'équipage prit comme résolution de destituer Vane. Ils l'abandonnèrent, avec quelques membres d'équipage le soutenant, sur un petit sloop récemment capturé. Jack Rackham sera élu nouveau capitaine du brigantin Ranger et continuera ses actes de piraterie[source insuffisante].
Rackham décidera plus tard d’accepter une offre de pardon royal et naviguera jusqu’à New Providence, aux Bahamas. Il y rencontre Anne Bonny, une femme mariée, et en tombe amoureux. Il en est tellement entiché qu’il dilapide pour elle une grande partie de son butin. Il rencontra également le Capitaine Burgess, un ancien pirate devenu corsaire, arpentant les Caraïbes à la recherche de navires espagnols.
Lorsque James Bonny, l’époux d’Anne, apprend l’existence de la liaison adultère, il prévient le Gouverneur de New Providence, Woodes Rogers. Celui-ci condamne Anne à être fouettée et lui ordonne de rester avec son époux. Anne et Rackham s’enfuient alors ensemble : ils réunissent un équipage et volent un sloop. Craignant que les hommes refusent d’accueillir une femme à bord, Anne se déguise en homme et prend le nom d’Adam Bonny. Elle devient rapidement un membre d’équipage respecté en combattant courageusement aux côtés de ses compagnons.
Après plusieurs autres batailles victorieuses, le Gouverneur des Bahamas envoie à leur poursuite un navire lourdement armé. Rackham et une partie de son équipage sont forcés de s’enfuir. Ils sont alors capturés par un navire espagnol, mais ils parviennent une nouvelle fois à fuir près des côtes de la Jamaïque, prenant possession au passage de nombreux bateaux de pêche et d’un sloop qu'il nomma "The Williams". En octobre 1720, les troupes du Capitaine Barnet, qui travaillent pour le Gouverneur de Jamaïque, capturent Rackham et son équipage (dont Mary Read et Anne Bonny).
Rackham, quelque temps auparavant, aurait tenté de conclure un accord avec le Gouverneur selon lequel il rendrait les armes à condition que Anne Bonny et Mary Read soient épargnées. Que cela soit vrai ou non, Anne Bonny réussira de toute façon à éviter la pendaison d'une manière inconnue pendant que Mary Read mourra dans sa cellule de fièvre jaune.
Le 17 novembre 1720, Rackham et son équipage sont emmenés à Port Royal (Jamaïque). Ils y sont jugés coupables de piraterie et pendus le jour suivant, le 18 novembre 1720.
Rackham est encore aujourd'hui très célèbre pour avoir eu deux femmes dans son équipage, mais aussi pour son drapeau (un crâne blanc avec deux sabres croisés sur fond noir), qui est souvent utilisé pour représenter la piraterie.

## Dans les arts
Hergé s'est inspiré de Jack Rackham et de Bartholomew Roberts pour créer le personnage de Rackham le Rouge qui apparait dans l'album de la série des Aventures de Tintin Le Secret de La Licorne et dont le nom est repris dans Le Trésor de Rackham le Rouge.
Hugo Pratt le mentionne dans … Et nous reparlerons des gentilshommes de fortune (l'un des récits qui composent l'album Sous le signe du Capricorne).
Dans le film Pirates (1986) et la série cinématographique Pirates des Caraïbes (années 2000), le capitaine Red et le Black Pearl arborent le pavillon de Jack Rackham. Le personnage de Johnny Depp est d'ailleurs appelé Jack pour cette raison.
Dans le roman Mary tempête d'Alain Surget, apparaissent Anne Bonny, Mary Read et Jack Rackham.
Dans le roman Lady Pirate de Mireille Calmel, apparaissent aussi Anne Bonny, Mary Read et Jack Rackham.
Il apparaît dans le jeu vidéo Assassin's Creed IV: Black Flag.
Dans la série Black Sails (2014) de la chaîne Starz, le personnage de Jack Rackham est joué par Toby Schmitz (en) (VF : Stanislas Forlani) (37 épisodes).
Dans la série animée pour enfants Les Octonauts, le grand père de Kwazii est un pirate au nom de Calico Jack.